# Senzor
Senzor (z anglického sensor, tentýž význam mají nepřejaté výrazy čidlo nebo snímač) je obecně zdroj informací pro nějaký řídící systém (například mozek), v užším slova smyslu technické zařízení (součástka), které měří určitou fyzikální nebo technickou veličinu a převádí ji na signál, který lze dálkově přenášet a dále zpracovat v měřicích a řídících systémech. Nejčastěji jde o elektrický signál (časový průběh napětí nebo proudu); pokud měřená veličina není elektrická, jde o elektrické měření neelektrické veličiny.

## Typy senzorů
Senzory lze dělit podle:
- měřené veličiny,
- média sloužícího k přenosu signálu (elektrické, hydraulické, pneumatické a jiné senzory),
- fyzikálního principu (způsobu převodu hodnoty měřené veličiny na hodnotu signálu),
- druhu styku s prostředím (dotykové či distanční, bezdotykové senzory),
- podle stupně integrace.

Dalšími parametry sloužícími k popisu senzorů jsou citlivost, práh citlivosti, dynamický rozsah, reprodukovatelnost (podle odchylky na naměřených hodnotách jedné veličiny) a chyby senzoru (aditivní, multiplikativní).
Dále se senzory dělí na:
- pasivní – pro svoji funkci potřebuje zdroj napájení (zachycuje změny v okolí),
- aktivní – působením snímané veličiny se chová jako zdroj energie (zachycuje a vysílá změny v okolí).

## Příklady
- Snímač průtoku
- Snímač síly
- Snímač teploty
- Optické snímače
- Pneumatický vysílač výšky hladiny
- Indukční snímače
  - Tlumivkové snímače polohy
  - Transformátorové snímače polohy
- Tenzometr
- PIR (Passive Infra Red) zachycuje změny v kmitočtovém pásmu elektromagnetického vlnění.Využívají vlastnosti těles vyzařovat vlnění odpovídající teplotě tělesa.Jeho nevýhody jsou změna tepla (Slunce),domácí zvířata.
- AIR (Active Infra Red) stejné jak PIR až na to že vysílá paprsek do prostoru a následně přijímá odražený paprsek.
- Ultrazvukové čidlo (nelze slyšet), aktivní čidlo s dosahem až 10 m, nevýhody spočívají v tom, že zvěř může vytvořit rušení.
- Mikrovlnná čidla
- Duální čidla (kombinovaná)
- Akustická čidla